# Chelonus longqiensis
Chelonus longqiensis är en stekelart som beskrevs av Zhang, Chen och He 2006. Chelonus longqiensis ingår i släktet Chelonus och familjen bracksteklar. Inga underarter finns listade i Catalogue of Life.